# Gluema korupensis
Gluema korupensis är en tvåhjärtbladig växtart som beskrevs av Burgt. Gluema korupensis ingår i släktet Gluema och familjen Sapotaceae. Inga underarter finns listade i Catalogue of Life.